# Europees kampioenschap schaatsen 1899
Het Europese kampioenschap allround in 1899 werd van 16 tot 17 januari 1899 verreden in het Eisstadion in Davos.
De titelverdediger was de Fin Gustaf Estlander, de Europees kampioen van 1898 gewonnen op de ijsbaan Pohjoissatama (Norra Hamnen) in Helsinki. De Noor Peder Østlund werd kampioen door alle vier de afstanden te winnen.

## Klassement
| #    | Naam                | Land                | 500m         | 5000m      | 1500m      | 10.000m     |
| ---- | ------------------- | ------------------- | ------------ | ---------- | ---------- | ----------- |
| Goud | Peder Østlund       | Noorwegen           | 47,4 (1)     | 9.02,6 (1) | 2.27,8 (1) | 18.38,2 (1) |
| (2)  | Gustaf Estlander    | Finland             | 49,4 (3)     | 9.26,8 (2) | 2.38,8 (2) | 19.32,4 (3) |
| (3)  | Jan Greve           | Nederland           | 52,4 (4)     | 9.32,2 (3) | 2.41,4 (4) | 19.27,8 (2) |
| (4)  | Charles Edgington   | Verenigd Koninkrijk | 1.02,6 * (6) | 9.52,6 (5) | 2.49,4 (5) | 20.32,8 (4) |
| NS4  | Eduard Vollenveyder | Rusland             | 52,8 * (5)   | 9.51,4 (4) | 2.40,2 (3) | NS          |
| NF2  | Julius Seyler       | Duitse Keizerrijk   | 48,6 (2)     | NF         |            |             |

* = met val
NC = niet gekwalificeerd
NF = niet gefinisht
NS = niet gestart
DQ = gediskwalificeerd